# The Cage - Prendi e scappa
The Cage - Prendi e scappa è un programma televisivo italiano di genere game show, in onda sul Nove dall'8 giugno 2025 in access prime time dal lunedì al venerdì con la conduzione di Amadeus, affiancato da Giulia Salemi in qualità di valletta.

## Il programma
Il format è l'adattamento italiano del format israeliano Raid the Cage, ideato da United Studios Ltd. e distribuito da Sony Pictures Television, già realizzato in oltre venti paesi. In particolare, la versione italiana è ispirata alla versione statunitense del programma.

## Edizioni
| Edizione | Anno | Conduzione | Periodo       | Periodo  | Puntate | Valletta      | Regia         | Studio                   |
| Edizione | Anno | Conduzione | Inizio        | Fine     | Puntate | Valletta      | Regia         | Studio                   |
| -------- | ---- | ---------- | ------------- | -------- | ------- | ------------- | ------------- | ------------------------ |
| 1ª       | 2025 | Amadeus    | 8 giugno 2025 | in corso | 52      | Giulia Salemi | Lele Biscussi | Broadway Studios, Milano |

## Svolgimento
In ogni puntata due coppie di concorrenti, composte da amici, partner o parenti, si sfidano alternandosi fra i ruoli di "mente" e "braccio" in tre round per rispondere ad alcune domande e accumulare il maggior numero di premi del valore di 50 000 € complessivi collocati dentro una gabbia. Tra i premi, vi sono anche otto "magic box", con alcuni premi nascosti. A turno, un componente della coppia deve rispondere ad alcune domande di cultura generale, scegliendo il tema tra due possibili opzioni, lasciando l'altro tema alla coppia avversaria. Una volta scelto il tema, la "mente", deve rispondere a dieci domande con undici risposte in 45 secondi, dove più risposte corrette darà, più accumulerà secondi per permettere al proprio compagno "braccio", di trascorrere più tempo nella Gabbia (the cage) e portare fuori il più possibile dei premi prima che le porte si richiudano. Ogni risposta corretta, data dalla "mente", vale un certo numero di secondi, che aumentano di round in round (3 nel primo con un massimo di 30 secondi, 5 nel secondo con un massimo di 50 secondi, 7 nel terzo con un massimo di 70 secondi).
Una volta che la "mente" ha risposto alle domande, il "braccio" deve entrare nella Gabbia e prendere più premi possibili senza alcun riferimento temporale (tranne una sirena che lo avvertirà che mancano tre secondi alla chiusura della Gabbia, e cinque secondi alla chiusura della Gabbia nella prova finale con 90 secondi) facendo leva su velocità e forza fisica per sfruttare al meglio il tempo a sua disposizione. Se il concorrente riesce a uscire dalla Gabbia prima che scada il tempo, conserverà i premi accumulati, altrimenti, li perderà tutti, inoltre, non deve appoggiare i premi nella "zona di divieto di sosta" davanti alle porte della Gabbia a pena di invalidità (ad eccezione del round finale).
Round dopo round, i premi nella Gabbia vengono incrementati e, dal secondo, vengono aggiunte anche delle challenges extra che, se superate, permettono di accedere a premi ancora più preziosi. Alla fine di ogni round, viene calcolato il valore degli oggetti portati fuori dalla Gabbia da ciascuna squadra.
Tra i possibili challenge vi sono:
- La valigia fortunata / I borsoni fortunati: in cui il "braccio" deve trasportare in un carrello tre valigie o borsoni, aprirle/i, rovistare al proprio interno e trovare un aeroplanino che corrisponde a un premio;
- Splish Splash: in cui il "braccio" deve rimuovere delle palline da una vasca da bagno e recuperare una paperella che corrisponde a un premio;
- Tiro da tre: in cui il "braccio" deve fare dei tiri con un pallone da basket e fare canestro per tre volte per aggiudicarsi il premio;
- Pallone gonfiato: in cui il "braccio" deve gonfiare un palloncino fino a farlo scoppiare sedendosi su una sedia stantuffo per aggiudicarsi il premio;
- Lattine equilibriste: in cui il "braccio" deve impilare cinque lattine vuote sopra un piatto che galleggia dentro un recipiente pieno d'acqua e farle rimanere in equilibrio per potersi aggiudicare un premio;
- Pizze capricciose: in cui il "braccio" deve tirare fuori dal cartone delle pizze situate su un supporto per vassoi e lanciarne tre dentro la bocca di un forno per aggiudicarsi il premio;
- Genio della lampadina: in cui il "braccio" deve prendere una lampadina, salire su una pedana rotante e avvitarla fino a farla accendere per potersi aggiudicare il premio;
- Chiodo schiaccia chiodo: in cui il "braccio" senza usare le braccia deve schiacciare con la testa una fila di dieci chiodi piantandoli alla base per aggiudicarsi il premio;
- Fuori di testa: in cui il "braccio" deve caricare sopra un cappello indossato sulla testa uno o due palloni da spiaggia, rimanendo in equilibrio, e inserirlo in una cesta senza farlo cadere a terra per aggiudicarsi il premio;
- Parcheggio selvaggio: in cui il "braccio" deve lanciare su una pista rettilinea, nove macchinine e farne arrivare in fondo due o tre nella zona con scritto “finish” per aggiudicarsi il premio;
- Sfila il foulard: in cui il "braccio" deve sfilare un lungo foulard posto all’interno di un cappello a cilindro, per aggiudicarsi il premio;
- Raggi X: in cui il "braccio" deve attraversare un percorso di elastici situato tra due muri e uscirne fuori per aggiudicarsi il premio;
- Nudo alla meta: in cui il "braccio" deve togliere una lunga benda attorno a un manichino per aggiudicarsi il premio;
- Bomber: in cui il "braccio" deve calciare dei palloni dentro ad uno dei due buchi situati davanti alla porta e farne entrare almeno uno o due per aggiudicarsi il premio;
- Buttale giù: in cui il "braccio" deve lanciare una palla sospesa e abbattere le cinque lettere poste su un carrellino che compongono la parola “SFIDA” per aggiudicarsi il premio;
- Le uova nel paniere: in cui il "braccio" deve lanciare delle palline da ping pong facendole rimbalzare lungo una pista rettilinea e farne entrare almeno due dentro un cartone delle uova per aggiudicarsi il premio;
- La mongolfiera: in cui il "braccio" deve lanciare delle palline lungo una parete obliqua e farne arrivare due su un ripiano in cui è disegnata la mongolfiera per aggiudicarsi il premio;
- Il cactus: in cui il "braccio" deve indossare un sombrero messicano, lanciare dei lazos verso un cactus e farne entrare uno o due per aggiudicarsi il premio;
- Mi ci fiondo: in cui il "braccio" deve lanciare dei palloni con una fionda verso una piramide di sei barattoli e abbatterne almeno tre per aggiudicarsi il premio;
- Knock Out: in cui il "braccio" deve indossare dei guantoni da boxe e far esplodere tre palloncini per aggiudicarsi il premio.

Dopo i tre round, la squadra che ha totalizzato il maggior valore complessivo accede alla prova finale del Batti la Gabbia. In questo round, i due componenti della coppia vincitrice hanno 90 secondi per entrare a turno nella Gabbia e portare fuori quanti più oggetti possibile con tutti e due i piedi fuori a pena di invalidità, tra cui un’automobile con l'obiettivo di raggiungere o superare, la soglia dei 50 000 euro per sconfiggere la Gabbia e portare a casa l’intero valore dei premi conquistati nel corso della serata. Ma se i due concorrenti, non riescono a uscire dalla Gabbia in tempo o non raggiungono la soglia dei 50 000 euro e non riescono a conquistare la "Golden Box" contenente un premio di consolazione, tornano a casa a mani vuote.
Nel round finale, il superpremio in palio è la Cage mobile (in precedenza, la BYD Dolphin Surf) e, per poterla vincere, i concorrenti devono superare almeno una delle due challenges, prendere le chiavi e spingerla fuori dalla gabbia con 90 secondi a disposizione.

## Produzione
Il programma è prodotto da Endemol Shine Italy per Warner Bros. Discovery Italia; lo studio e la scenografia ricreano la gabbia tridimensionale già vista nelle versioni statunitense e israeliana. 
Lo studio in cui si registra il programma sono i Broadway Studios, in via Gioacchino Belli 10 a Milano.
Il programma va in onda dal lunedì al venerdì, ad eccezione della prima puntata andata in onda domenica 8 giugno alle ore 21:00 (a causa della finale maschile degli Open di Francia tra Jannik Sinner e Carlos Alcaraz).

## Ascolti

### Prima puntata
La prima puntata di The Cage - Prendi e scappa è andata in onda eccezionalmente in prima serata domenica 8 giugno 2025.
| Puntata | Messa in onda | Ascolti        | Ascolti | Ascolti |
| Puntata | Messa in onda | Telespettatori | Share   | Fonte   |
| ------- | ------------- | -------------- | ------- | ------- |
| 1       | 8 giugno 2025 | 1 003 000      | 5,80%   | [ 4 ]   |

### Auditel settimanali
| Settimana | Data inizio    | Data fine      | Puntate | Media telespettatori | Share medio | Δ telespettatori  | Δ share           |
| --------- | -------------- | -------------- | ------- | -------------------- | ----------- | ----------------- | ----------------- |
| 1         | 9 giugno 2025  | 13 giugno 2025 | 4       | 426 250              | 2,45        | —                 | —                 |
| 2         | 16 giugno 2025 | 20 giugno 2025 | 4       | 470 000              | 2,775       | +36750 (+8,42%)   | + 0,325 (+13,27%) |
| 3         | 23 giugno 2025 | 27 giugno 2025 | 5       | 457 200              | 2,82        | -15800 (-3,34%)   | + 0,045 (+1,622%) |
| 4         | 30 giugno 2025 | 4 luglio 2025  | 5       | 514 600              | 3,34        | + 57400 (+12,6%)  | +0,52 (+18,4%)    |
| 5         | 7 luglio 2025  | 11 luglio 2025 | 5       | 560 400              | 3,52        | + 45800 (+ 8,9%)  | +0,18 (+5,4%)     |
| 6         | 14 luglio 2025 | 18 luglio 2025 | 5       | 526 800              | 3,44        | -33600 (- 5,995%) | -0,08 (-2,27%)    |
| 7         | 21 luglio 2025 | 25 luglio 2025 | 5       | 550 000              | 3,52        | +23200 (+4,403%)  | +0,08 (+2,33%)    |
| 8         | 28 luglio 2025 | 1° agosto 2025 | 5       | 528 200              | 3,25        | -21800 (-3,96%)   | -0,26 (-7,4%)     |
| 9         | 4 agosto 2025  | 8 agosto 2025  | 5       | 563 200              | 3,7         | +35000 (+6,63)    | +0,44 (+13,5)     |
| 10        | 10 agosto 2025 | 15 agosto 2025 | 5       | 439 600              | 3,26        | -113600 (-20,17)  | -0,44 (-11,89)    |
| 11        | 18 agosto 2025 | 22 agosto 2025 |         |                      |             |                   |                   |

### Dati medi per edizioni
| Stagione | Anno | Puntate | Media telespettatori | Share medio |
| -------- | ---- | ------- | -------------------- | ----------- |
| 1ª       | 2025 | —       | —                    | —           |